# Paramisgurnus
Paramisgurnus is een monotypisch geslacht van straalvinnige vissen uit de familie van de modderkruipers (Cobitidae).

## Soort
- Paramisgurnus dabryanus Dabry de Thiersant, 1872